# Rangiora
Rangiora – miasto w Nowej Zelandii, w regionie Canterbury. Według danych szacunkowych na rok 2008 liczy 13 222 mieszkańców.